# Бешю, Кристоф
Кристоф Бешю (фр. Christophe Béchu; род. 11 июня 1974, Анже) — французский политик, генеральный секретарь партии «Горизонты», министр экологических преобразований и развития территорий (2022—2024).

## Биография
Родился 11 июня 1974 года в Анже, в 1996 году окончил парижский Институт политических исследований, впоследствии продолжил образование, получив DEA по публичному праву и диплом DESS по праву местного самоуправления в сферах здравоохранения и социального обеспечения.
Вступил в Союз за народное движение, в 1995 году избран муниципальным депутатом пригорода своего родного Анже — Аврийе, в апреле 2004 года стал председателем генерального совета департамента Мен и Луара. В 2009 году избран депутатом Европейского парламента, но досрочно сдал мандат в 2011 году, войдя в Сенат Франции. В 2014 году избран мэром Анже и председателем совета метрополии Анже-Луара. В 2017 году оставил Сенат и партию Республиканцы, перейдя в макронистскую «Вперёд, Республика!».
Будучи соратником бывшего премьер-министра Эдуара Филиппа, 9 октября 2021 года Бешю возглавил в должности генерального секретаря исполнительные структуры новой правоцентристской партии «Горизонты».
20 мая 2022 года при формировании первого правительства Элизабет Борн назначен министром-делегатом по делам местных сообществ.
4 июля 2022 года получил во втором правительстве Борн портфель министра экологии и развития территорий.
11 января 2024 года сохранил должность при формировании правительства Атталя.
21 сентября 2024 года было сформировано правительство Барнье, в котором Бешю не получил никакого назначения.